# Bursera simaruba

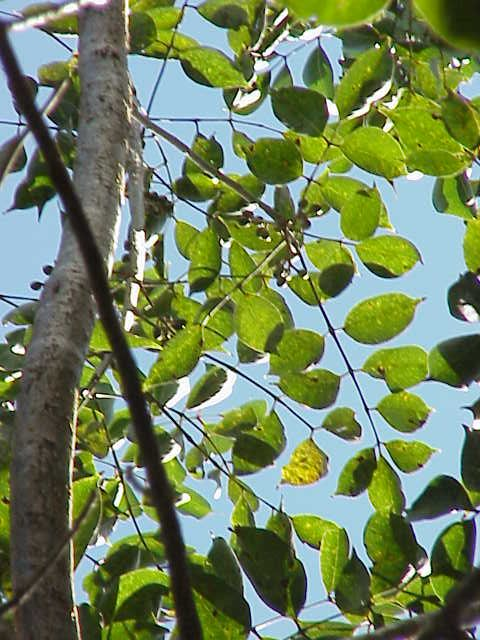
Ejemplar joven de indio desnudo (Bursera simaruba)

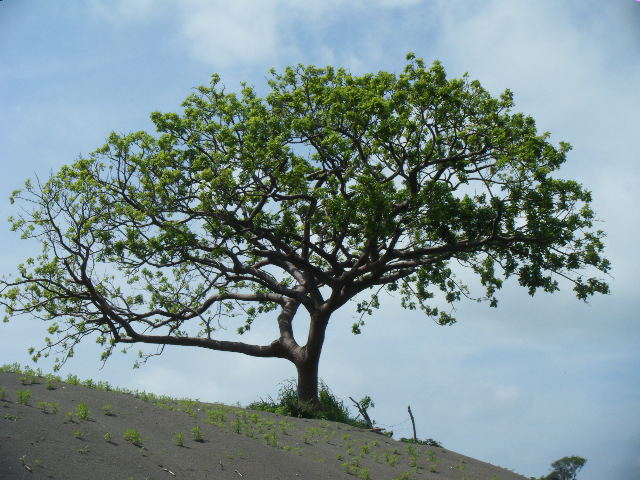
Vista del palo mulato (Bursera simaruba)

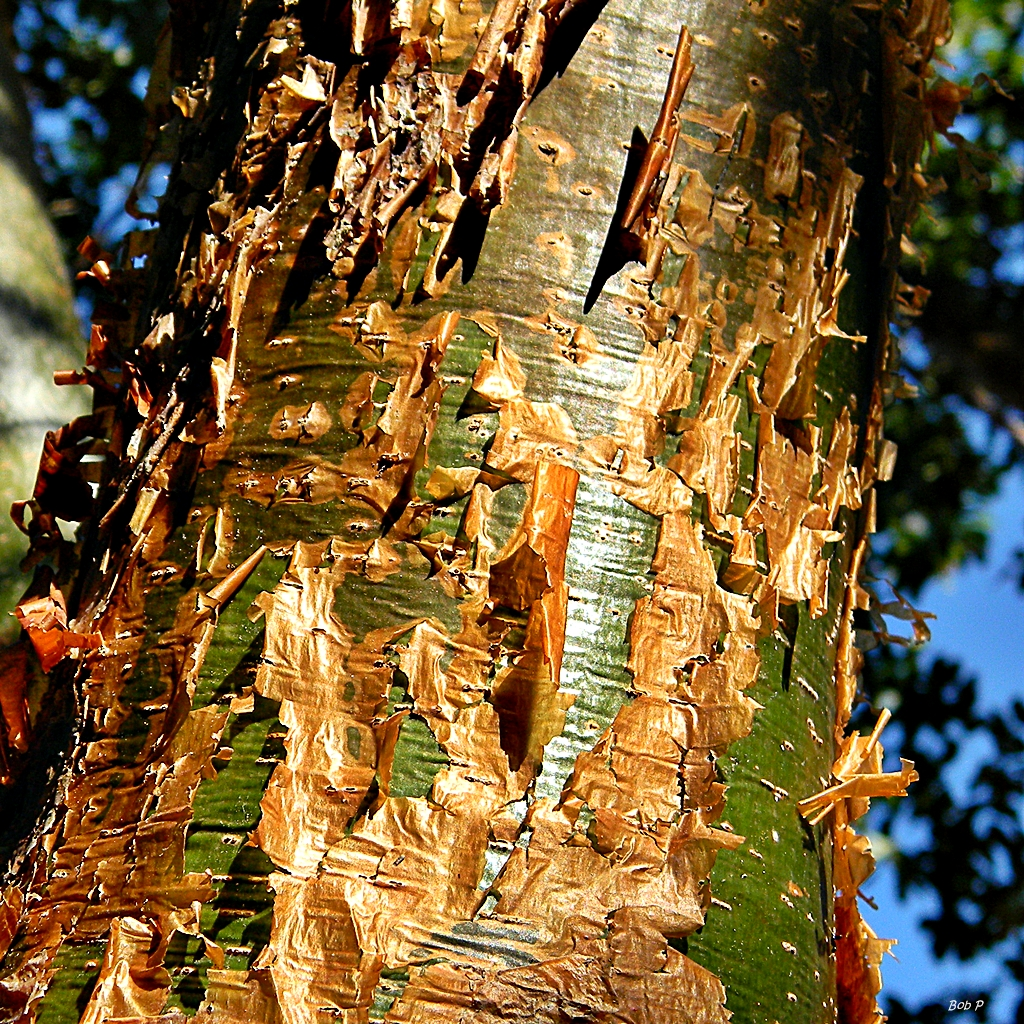
Detalle del tronco

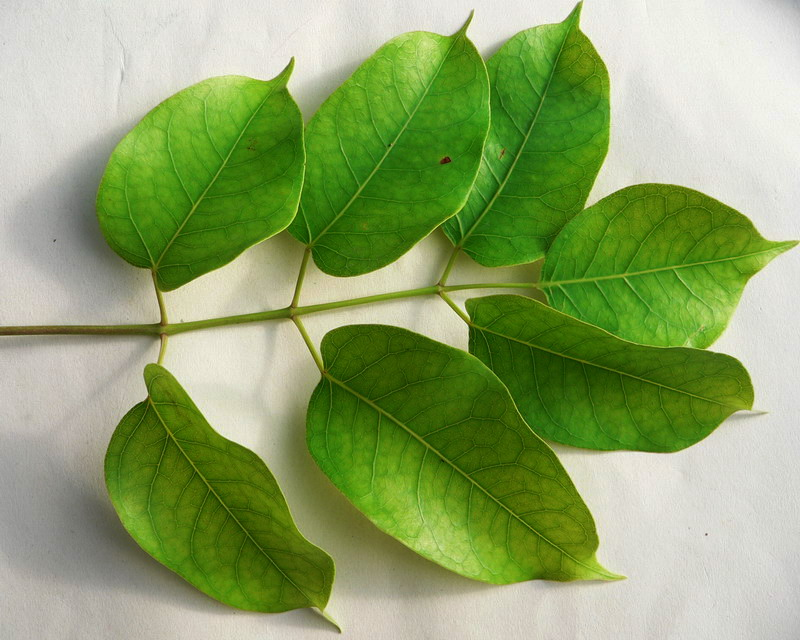
Hojas

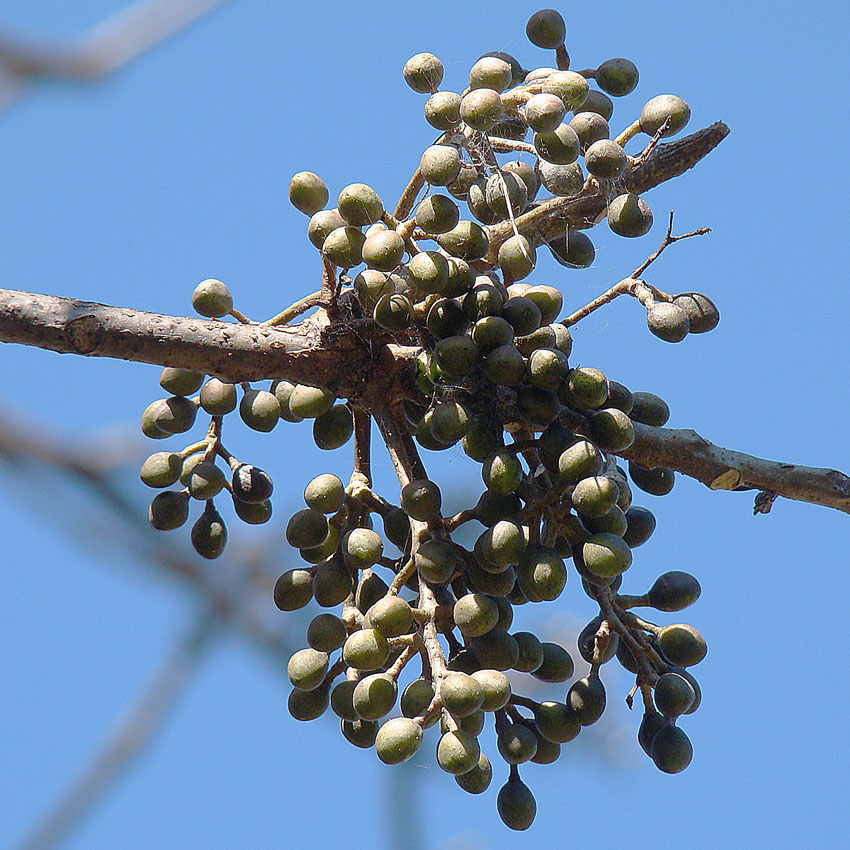
Frutos

El palo mulato (Bursera simaruba), también conocido como chacaj, carate, indio desnudo, jiote, jiñocuabo, chaká, encuero o almácigo, es un árbol de la familia Burseraceae, nativo de regiones tropicales de América desde el sudeste de Estados Unidos (sur de Florida), México, América Central, Cuba, las Antillas, Brasil, Colombia y Venezuela. Su tronco es resinoso y aromático, y su corteza rojiza o verdosa, la cual se desprende en capas.

## Características
Es un árbol pequeño a mediano, de hasta 25 m de altura y de 10 a 100 cm de diámetro, con tronco cilíndrico ramificado de baja a mediana altura y copa irregular y dispersa. Las hojas son en arreglo espiralado, pinnadas con 7 a 11 folíolos, cada folíolo es ovalado ancho, de 4 a 10 cm de longitud y 2 a 5 cm de ancho.
Presenta características xerófitas, por lo que crece en los climas semiáridos y de sabana de la zona intertropical. Su tronco y ramas tienen un notable color cobrizo cuando llegan a ser adultos, lo que explica su nombre por su parecido con el color de la piel de los indígenas. Tiene una corteza interna verde y brillante, con cloroplastos que ayudan en la fotosíntesis durante la estación seca. Crece casi en cualquier parte, como puede verse en la imagen tomada en el Ingenio Bolívar de San Mateo (Estado Aragua, Venezuela). Es de crecimiento largo y también de vida larga. Un ejemplo interesante de árbol con posible empleo para reforestar pendientes, aunque sean muy inclinadas y en suelos muy pobres.
En Honduras, se lo considera un «árbol prendón» (o sea, que fácilmente «prende» si simplemente se clava una estaca en el suelo), como el madriago (Gliricidia sepium) y el piñón (Jatropha curcas), que se utilizan para postes en cercas vivas, podando las ramas de cada año para leña o nuevos postes (prendones). Es árbol oficial de Danlí (El Paraíso, Honduras), donde también se le llama jiñicuago o jiñicuao.

## Denominaciones
En Linaca (provincia Departamento de El Paraíso), también se le llama jiñicuite, e «indio desnudo» (en inglés Naked Indian tree).
En Nicaragua, se denomina jiñocuajo o jiñocoabo, probablemente corrupción de indiocuajo. En el norte de Nicaragua existe una ciudad llamada Jinotega. Se supone que este nombre viene del nahuatl o chorotega y que significaría ‘lugar de los hombres eternos’, ya que los nahuas o chorotegas tenían al jiñocuajo como árbol de la eternidad y la sabiduría pues precisamente en las montañas que rodean Jinotega este árbol es muy abundante. Además, esta planta era tenida por los indígenas como medicinal, casi sagrada.
En El Salvador, se le conoce como palo de jiote, es el árbol preferido para fabricar la cruz del 3 de mayo.
Según House y otros, se llama jiñocuabo o copón.
Según Membreño, el nombre proviene del náhuatl jiocuáuitl (jiotl = ‘sarna’, y kuauitl = ‘árbol’): «Es notable por su tronco enteramente liso y de color de almagre. La decocción de la corteza presta mucha ayuda contra las hidropesías, y la raspadura del tronco descortezado sirve para restañar la sangre de las heridas» (falta referencia). También se prepara un agradable ponche con la corteza puesta a hervir y con un huevo de gallina agregado.
En la región de Colima en México este árbol es conocido como palo mulato, papelillo y cuajiote. El último nombre es un vocablo de origen náhuatl que se compone de las raíces cuahuitl o kuauitl, que significa árbol, y jiotl, que quiere decir jiote, sarna o sarpullido, según lo define el Diccionario de Mejicanismos, de Francisco J. Santamaría. Sería, pues, árbol sarnoso, precisamente porque la cutícula de su tronco y sus ramas se desprende notablemente. En este sentido, la definición de Membreño sería una inversión de los dos vocablos en náhuatl, pero que en el fondo significan lo mismo. Es interesante de notar que este la corteza de este árbol es utilizada como remedio contra la sarna y que en El Salvador y Guatemala el árbol es denomina jiote.
En Cuba este árbol es mayormente conocido como almácigo. 

## Usos
Su madera se utiliza para construir cajas de envasar frutas, entre otros objetos. Su fruto sirve para alimentar cerdos y las hojas nutren a otros animales, como la jutía y las cabras. La resina es empleada para fabricar barnices y también se usa para favorecer las funciones gástricas y para combatir los resfriados.
Este árbol se adapta muy bien a diferentes hábitats, suelos salinos o calcáreos, por eso es usado como árbol de calles en áreas costeras; y es muy tolerante a vientos, recomendado como especie resistente a huracanes en el sur de la Florida. Los extractos de hexano de sus hojas se dice que tienen propiedades antiinflamatorias. Su corteza se usa como antídoto a Metopium toxiferum que crece en el mismo hábitat y causa irritaciones extremas similares a la hiedra venenosa.
En países como Honduras, se utilizan como cercas vivas. En especial en las microcuencas de la mancomunidad de municipios del norte de Choluteca.
Tal vez sea el almácigo una de las plantas más populares en Cuba. Tradicionalmente partes de este árbol se ha usado como remedio casero para determinadas enfermedades y trastornos del organismo, principalmente en las zonas rurales del país. El sabio cubano Juan Tomás Roig lo recoge en su libro Plantas medicinales, aromáticas o venenosas de Cuba. De él señala: es muy conocido en toda la Isla, como tónico estomacal, en los resfriados y en las diarreas. Y a continuación detalla que para los dos primeros casos se usan la raíz, la cáscara, las hojas y el cogollo (que además es antiespasmódico). Al citar a otros autores, el destacado botánico dice que las partes escogidas se emplean para componer tisanas por medio de una decocción, que se prepara con un manojo de ellos y media botella de agua. Se deja hervir durante no menos de 20 minutos, y después de colado y endulzado se administra por tazas en el término del día. Por las grietas naturales del almácigo sale una sustancia resinosa que tiene iguales propiedades que las hojas.

## El «árbol turista»
En Florida y en Cuba este árbol es humorísticamente llamado el «árbol turista» (tourist tree), debido a que el árbol es rojo y la corteza se descama.
En partes de México (Sayulita) también llamado el «gringo tree» por la misma razón.

## En la cultura maya
Ya desde la antigüedad los mayas denominaban a este árbol chakáh y también lo empleaban para curar la irritación cutánea causada por el chechén (Metopium brownei) el cual crece casi siempre cerca del primero.
Existen varias leyendas mayas respecto al origen de ambos árboles, una de ellas cuenta que en la antigüedad dos guerreros, uno bondadoso llamado Kinch y el otro perverso llamado Tizic, lucharon a muerte por el amor de una joven de nombre Nicte-Há con funesto desenlace para ambos. Los dioses les concedieron la gracia de volver al mundo de los mortales convertidos en árboles para contemplar a su amada: Tizic sería un chechén, y Kinch un chacáh. Finalmente Nicte-Há moriría de pena y los dioses la convertirían en una flor.

## Propiedades
Esta especie se utiliza de diferentes formas para bajar la fiebre o calentura. Se aconseja ingerir por la mañana y por la noche el cocimiento de las hojas para tratar los padecimientos del riñón. Se prescribe en forma de compresas sobre heridas. La cocción de la corteza se toma como agua de uso contra disentería, dolor de estómago, tos ferina o para acelerar la evolución del sarampión. Para este último, además, se recomienda en baños o frotaciones.
Macerada con sal sirve como vomitivo. Se licúan las yemas de copal (o palo mulato) en agua cruda, se cuela y toma en ayunas como purgante. La resina fresca se usa sobre las quemaduras de chechem (Metopium brownei); combinada con sebo y romero (Salvia rosmarinus) se pone en forma de emplasto donde hay dolor por reumas.
También se emplean en casos de calor en el estómago, diarrea, dolor de muelas, infección intestinal, padecimientos hepáticos, pujos, tos, males venéreos, granos, salpullido, calor de la vejiga, mal de orín, baños para después del parto, bajar de peso, eliminar coloradillas y garrapatas, contra hidropesía y veneno de víboras.
Historia
Nicolás Monardes, en el siglo XVI, relata en su obra Herbolaria de Indias que se emplea para el reumatismo, artritis, tullimiento de las articulaciones, rigidez, dolor; para numerosas enfermedades de la piel, tales como la aparición de llagas purulentas, lepra, erupciones acuosas, así como cualquier acumulación de líquido o agua en el organismo.
En el siglo XX, Maximino Martínez la refiere para abscesos, como antierotálica, antidisentérica, para enfermedades venéreas, hemorragias del estómago, gastroenteritis e hidropesía.

## Taxonomía
Bursera simaruba fue descrita por (L.) Sarg. y publicado en Garden & Forest 3(118): 260. 1890.
Etimología
- Bursera: nombre genérico que fue nombrado en honor del botánico alemán Joachim Burser (1583-1649).[9]
- simaruba: epíteto.

Sinonimia
- Bursera arborea (Rose) L.Riley
- Bursera bonairensis Bold.
- Bursera gummifera L.
- Bursera gummifera var. glabrata Griseb.
- Bursera gummifera var. polyphylla DC.
- Bursera integerrima (Tul.) Triana & Planch.
- Bursera simaruba var. yucatanensis Lundell
- Bursera subpubescens (Rose) Engl.
- Elaphrium arboreum (Rose) Rose
- Elaphrium integerrimum Tul.
- Elaphrium simaruba (L.) Rose
- Elaphrium subpubescens Rose
- Icicariba simaruba M.Gómez
- Pistacia simaruba L. basónimo
- Terebinthus arborea Rose
- Terebinthus simaruba (L.) W.Wight ex Rose[10]

Nombres comunes
- Almácigo
- Almácigo amarillo de Cuba
- Archipín de México
- Carate
- Chacá
- Copal
- Cuahuilote
- Cuajiote
- Jiote
- Mulato
- Palo muerto
- Palo mulato
- Palo retinto
- Papelillo
- Resina cachibú de las Antillas
- Resina chibú de las Antillas

## Fuente
- Jesús Hoyos F. Guía de árboles de Venezuela. Caracas: Fundación de Ciencias Naturales La Salle Monografía N.º 32, 1983, pp. 84-85.